# Bianca Caris
Bianca Caris (Kelpen-Oler, 9 februari 1969 - Venlo, 11 november 2017) was een Nederlandse zangeres.

## Biografie
Caris werd geboren in het Limburgse dorpje Kelpen-Oler. Op 12-jarige leeftijd gaf zij zich op voor een Piratenlied-talentenjacht van het Telstar-platenlabel van Johnny Hoes. Ze zag af van deelname, maar later nam producer Ad van Hoorn alsnog contact met haar op. Caris wist te overtuigen en op 18 december 1981 rolde haar eerste single van de persen met de nummers De Winter Is Gekomen en Vliegen Als Een Vogel. Eerstgenoemde single werd net als verschillende andere singles van Caris geschreven door Cees de Wit. 

### Zangcarrière
In 1982 tekende Caris bij een artiestenbureau en dit resulteerde in een verdere ontwikkeling van haar carrière. Steeds vaker viel Caris in de prijzen bij regionale talentenjachten en ze kon rekenen op meer bekendheid. Op 16 september 1982 werd haar tweede single uitgebracht met de nummers Ik Wil Jou Steeds Bellen en Mijn Naam Is Bianca. Die kwam binnen op plek 4 van de R.A.L. Platen Top 10. Op 13 mei 1983 verscheen haar derde single met de nummers Idolen en L'amour. Dat laatste verscheen enkele weken later op nummer 7 in de R.N. Internationale Top 30, die gepresenteerd werd door Tommy Cooper. In de Nederlandstalige Piraten Top 10 haalde het nummer op 21 augustus van dat jaar zelfs de eerste plek. In 1984 besloot ze haar repertoire aan te passen en met haar vierde single ging Caris op de discotoer. Op 19 april 1984 verscheen deze single met de nummers Rocking Met M'n Walkman en Telkens Weer. Enkele nummers werden vertaald naar het Engels. Ter ere van het jubileum van Vader Abraham werd Bianca toegevoegd aan de lijst met optredens van artiesten tijdens de 'Vader Abraham Show' op 1 juni 1984.
Op 4 april 1985 werd onder producer Ad van Hoorn de vijfde single uitgebracht met de nummers Vaarwel en Nacht In Californië. In 1985 lukte het Caris' artiestenmanager om het TROS-televisieprogramma 'Op volle toeren' naar Weert te halen. Door zijn toedoen belandde Caris' nieuwste single voor de neus van presentator Chiel Montagne en hij strikte Caris voor de uitzending op 25 april 1985. Samen met De Alpenzusjes uit Heerlen vormde Caris de Limburgse attractie in het programma. Voor de rest werd de uitzending ingevuld door artiesten als Vader Abraham, Mieke, Dennie Christian, Corry Konings en Koos Alberts. Het nationale televisieoptreden was voor Caris het absolute hoogtepunt, ze verscheen met haar optreden in meerdere regionale en landelijke kranten en tijdschriften.  

### Laatste single en einde carrière
Op 29 oktober 1985 verscheen Caris' zesde en laatste single met de nummers Hoe Vaak Heb Jij Geschreven en Vijf Dagen In De Week . Caris verloor steeds meer haar interesse in het zingen vanwege de bekendheid en het drukke schema. Ze brak met haar producer en artiestenmanager. In 1986 verscheen ze nog in het NCRV-programma van 'Start '86', dat werd uitgezonden vanuit het Kurhaus in Scheveningen. Tijdens dit optreden zong ze de Engelstalige versie van het nummer L'amour en het nummer Vijf Dagen In De Week. Hierna deed Caris nog enkele regionale optredens, maar ze bracht geen nieuwe singles meer uit en stopte na verloop van tijd met zingen.

### Overlijden
Caris bleef haar hele leven in Limburg wonen. Ze overleed op 11 november 2017 op 48-jarige leeftijd. 
Postuum werd haar nummer Rocking Met M'n Walkman  alsnog populair in het oosten van Nederland. Inmiddels heeft het nummer meer dan 1 miljoen Spotify-streams en meer dan 1 miljoen weergaven op YouTube.

## Discografie

### Singles[1]
| Single                              | Datum van verschijnen | Label        |
| ----------------------------------- | --------------------- | ------------ |
| De Winter Is Gekomen                | 18 december 1981      | Adstar 504   |
| Vliegen Als Een Vogel               | 18 december 1981      | Adstar 504   |
| Ik Wil Jou Steeds Bellen            | 16 september 1982     | Adstar 510   |
| Mijn Naam Is Bianca                 | 16 september 1982     | Adstar 510   |
| Idolen                              | 13 mei 1983           | Adstar 552   |
| L'amour                             | 13 mei 1983           | Adstar 552   |
| Rocking Met M'n Walkman             | 19 april 1984         | Adstar 572   |
| Telkens Weer                        | 19 april 1984         | Adstar 572   |
| Vaarwel                             | 4 april 1985          | Eurostar 711 |
| Nacht In Californië                 | 4 april 1985          | Eurostar 711 |
| Hoe Vaak Heb Jij Geschreven         | 29 oktober 1985       | VNC 1060     |
| Vijf Dagen In De Week               | 29 oktober 1985       | VNC 1060     |
| Rocking Met M'n Walkman - House Mix | 4 mei 2021            | Mooifeessie  |

### Nieuwe releases
- In maart 2020 werden de nummers Rocking Met M'n Walkman en L'amour opnieuw op vinyl uitgebracht door het label Mooifeessie.[14][15]
- In september 2020 werden de nummers Vaarwel en Nacht In Californië opnieuw op vinyl uitgebracht door het label Mooifeessie.[16]